# Gymnogramma sprengeriana
Gymnogramma sprengeriana là một loài dương xỉ trong họ Pteridaceae. Loài này được ht.Wiener Ill. mô tả khoa học đầu tiên năm 1897.
Danh pháp khoa học của loài này chưa được làm sáng tỏ. 